# سید عزت‌الله ضرغامی
سیّد عزت‌الله ضرغامی (زادهٔ ۶ اسفند ۱۳۳۸) سیاستمدار و نظامی ایرانی است که از سال ۱۴۰۰ تا ۱۴۰۳ در دولت سیزدهم سمت وزیر میراث فرهنگی، گردشگری و صنایع دستی را برعهده داشت. او از اعضای شورای عالی فضای مجازی است.
وی تا سال ۱۴۰۰ عضو شورای عالی انقلاب فرهنگی بود. اتحادیهٔ اروپا در سال ۱۳۹۱ ضرغامی را به دلیل نقض گسترده و شدید حقوق شهروندان ایرانی، مورد تحریم قرار داد. در همان سال وزارت خزانه‌داری ایالت متحده آمریکا، او را به دلیل نقض حقوق بشر مورد تحریم قرار داد.
ضرغامی اصالتاً دزفولی است. وی دانش‌آموخته کارشناسی مهندسی عمران از دانشگاه صنعتی امیرکبیر و کارشناسی ارشد مدیریت صنعتی از دانشگاه آزاد اسلامی است و فعالیت سیاسی خود را از سال ۱۳۶۱ در سپاه پاسداران و در برنامه رادیویی آن آغاز کرد. او یکی از دانشجویان مسلمان پیرو خط امام بود که در اشغال سفارت آمریکا نقش داشت. ضرغامی از ۱۳۷۱ تا ۱۳۷۲ معاون وزیر فرهنگ و ارشاد در امور مجلس بود و از ۱۳۷۴ تا ۱۳۷۶ نیز معاونت امور سینمایی وزیر فرهنگ را برعهده داشت.
ضرغامی در دولت هفتم به وزارت دفاع و پشتیبانی نیروهای مسلح منتقل شد و از ۱۳۷۶ تا ۱۳۷۹ معاون وزیر دفاع در امور مجلس آن وزارتخانه بود. سال ۱۳۷۹ در دوره ریاست علی لاریجانی بر سازمان صدا و سیما، به معاونت امور مجلس و استان‌های سازمان صدا و سیما منصوب شد و تا سال ۱۳۸۳ در این جایگاه فعالیت کرد. ضرغامی برای مدت ۱۰ سال، در فاصله سال‌های ۱۳۸۳ تا ۱۳۹۳ ریاست سازمان صدا و سیما را برعهده داشت.

## زندگی
عزت‌الله ضرغامی در ۶ اسفندِ ۱۳۳۸ در نازی‌آبادِ تهران به دنیا آمد. خانواده‌اش از دزفول به تهران مهاجرت کرده بود و پدرش کارمندِ شرکت ملی نفت ایران بود. تحصیلاتِ ابتدایی را در دبستان برومند، دورهٔ راهنمایی را در مدرسه پهلوی و دوره متوسّطه را نیز در دبیرستان بزرگ تهران، همراه با افرادی چون حسن طهرانی مقدم، حسین محمدی و حمیدرضا کاتوزیان طی نمود. وی در سال ۱۳۵۷ در مقطع کارشناسی مهندسی عمران در دانشگاه صنعتی امیرکبیر پذیرفته شد، که در پی وقوع انقلاب ۱۳۵۷ و تعطیلی دانشگاه‌ها در انقلاب فرهنگی، تحصیلات تکمیلی و دریافت مدرک کارشناسی وی نیز تا سال ۱۳۶۵ به تعویق افتاد. ضرغامی از اعضای شورای مرکزی انجمن اسلامی دانشجویان پیرو خط امام بود، که در اشغال سفارت آمریکا شرکت داشتند. فعالیت رسمی او از سال ۱۳۶۱ در سپاه پاسداران و در برنامه رادیویی این نهاد، آغاز شد.
وی معاونت امور سینمایی وزارت فرهنگ و ارشاد اسلامی در دوران وزارت علی لاریجانی و مصطفی میرسلیم در این وزارتخانه و نیز معاونت صداوسیما در امور استان‌ها و امور حقوقی و مجلس، در دوران ریاست لاریجانی بر این سازمان را برعهده داشت. ضرغامی در سال ۱۳۹۳ نشان افتخار جهادگر عرصه فرهنگ و هنر را دریافت کرد.

## مواضع

### اقدامات در حوادث پس از انتخابات سال ۱۳۸۸
او با نشان دادن تصاویر مربوط به پاره شدن عکس خمینی و به آتش کشیده شدن پرچم‌های عزاداری امام حسین در روز عاشورای سال ۱۳۸۸، نقش مهمی در به وجود آمدن جنبش ۹ دی آن سال برداشت. عزت‌الله ضرغامی در مقام رئیس سازمان صدا و سیما، در پخش اعترافات معترضان دخیل بوده‌است. در جریان اعتراضات به نتایج انتخابات ریاست جمهوری سال ۱۳۸۸، اعترافات تعدادی از بازداشت شدگان و دادگاه متهمان از شبکه‌های تلویزیونی صدا و سیما پخش شدند.
در مرداد ۱۳۹۶، ضرغامی در مورد پخش اعترافات معترضان اعلام کرد که این موضوع با ابلاغ شورای امنیت ملی انجام شده‌است.

### دیدگاه‌های سیاسی
بسیاری حدس می‌زنند که ضرغامی در کنار رهبر جمهوری اسلامی ایران سید علی خامنه‌ای، به دنبال لغو سمت ریاست جمهوری در ایران به نفع یک نظام پارلمانی با شدت بیشتری است.

## ریاست سازمان صدا و سیما
ضرغامی بیش از ۱۰ سال پس از علی لاریجانی ریاست سازمان صدا و سیما را برعهده داشت. صدا و سیما یکی از بزرگ‌ترین مجموعه‌های اداری و سیاسی کشور است. در دوران مدیریت وی شبکه‌های سراسری مثل، نسیم، پویا، نمایش، آی فیلم فارسی و عربی، ورزش، تماشا، سلامت، قرآن، آموزش، مستند و چندین شبکه دیگر راه اندازی شد.
ضرغامی با راه اندازی شبکه‌های بین‌المللی العالم، پرس تی وی، الکوثر، هیسپان تی وی، سحر و بسیاری از شبکه‌های رادیویی برون مرزی و نیز ملاقات با ۶ رئیس‌جمهور و شخصیت‌ها و مقامات سیاسی و فرهنگی و رسانه ای و اندیشمندان از کشورهای مختلف، فصل جدیدی از دیپلماسی فرهنگی، رسانه ای و عمومی ایران در جهان را رقم زد.
تبدیل همهٔ شبکه‌های آنالوگ به دیجیتال و راه اندازی برخی از شبکه‌های باکیفیت HD به طوری که مردم بدون استفاده از آنتن‌های قدیمی قادر به دریافت شبکه‌ها شدند، از دستاوردهای دوران کاری وی بود.
در دوران مسئولیت او رشد چند برابری تولیدات طنز و تشکیل گروه‌های جدید تولید اتفاق افتاد. سریال‌های طنز پربیننده مانند پایتخت، ساختمان پزشکان، مسافران، دودکش، متهم گریخت، شب‌های برره، مرد هزار چهره و… از تولیدات صدا و سیما در دوران مدیریت اوست.
تولید و پخش ۲۰ سریال بزرگ تلویزیونی از دیگر دستاوردهای وی در عرصه مدیریتی بود.
از جمله تولیدات تاریخی در دوران وی، می‌توان به مجموعه‌های مختارنامه، یوسف پیامبر، شهریار، روزگار قریب، مدار صفر درجه، کلاه پهلوی، در چشم باد، شوق پرواز، تبریز در مه و معمای شاه و سریال‌های چندگانه ستایش و پایتخت اشاره کرد.
تحول در ارائه اخبار و راه اندازی بخش خبری ۲۰:۳۰ از دیگر دستاوردهای دوران مسئولیت وی است.

## تحریم‌ها
در فروردین ماه ۱۳۹۱، اتحادیهٔ اروپا، ۱۷ مقام ایرانی از جمله عزت‌الله ضرغامی را با ادعای نقش در نقض گسترده و شدید حقوق شهروندان ایرانی، مورد تحریم قرار داد. طبق بیانیه اتحادیه اروپا، «پخش اعترافات اجباری و دادگاه‌های نمایشی» از شبکه‌های تحت مدیریت عزت‌الله ضرغامی، از دلایل تحریم او بوده‌است.
در بهمن ماه ۱۳۹۱ وزارت خزانه داری ایالت متحده آمریکا طی بیانیه‌ای سید عزت‌الله ضرغامی را به دلیل نقض حقوق بشر مورد تحریم قرار داد. بر اساس بیانیه وزارت خزانه داری، ضرغامی به عنوان رئیس صدا و سیما با ادعای انتشار «اخبار نادرست» و «پخش اعترافات اجباری زندانیان سیاسی» در فهرست تحریم‌های حقوق بشری این وزارتخانه قرار گرفته‌است.

## فعالیت در فضای مجازی

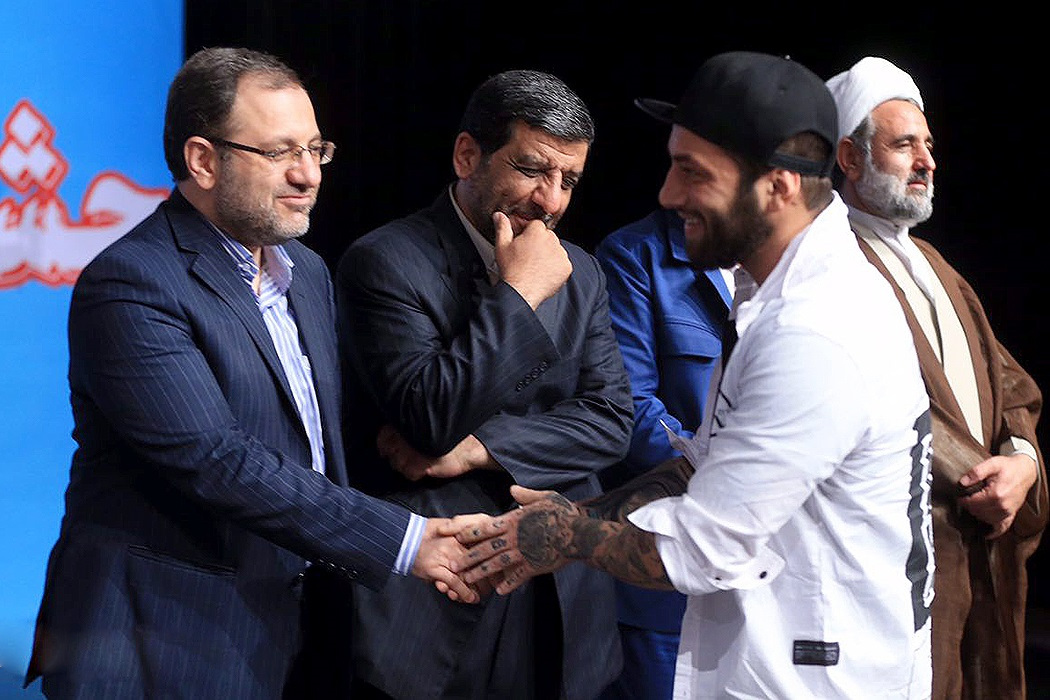
ضرغامی در حال اعطای جایزه به امیر تتلو، ۱۳۹۶

ضرغامی پس از اتمام دوران مسئولیتش در رسانه ملی، به فعالیت گسترده درفضای مجازی پرداخت. وی با ایجاد صفحات مجازی اینستا و توئیتر و کانال تلگرامی (خمیازه)، مواضع خود را در حوزه‌های مختلف سیاسی و فرهنگی با مخاطبان به اشتراک گذاشت. وی از نخستین سیاست مدارانی است که در این عرصه ورودی جدی داشته‌است و هر از چندگاهی، توئیت‌های او در فضای مجازی جریان‌سازی می‌کند.
موضع‌گیری او در خصوص مخالفت با فیلترشدن اینستاگرام و انتقاد جدی او از دادستان کل کشور که خواستار فیلترینگ اینستاگرام شده بود، مورد توجه رسانه‌ها و فعالان مجازی واقع شده‌است.

## انتخابات ریاست‌جمهوری ۱۴۰۰

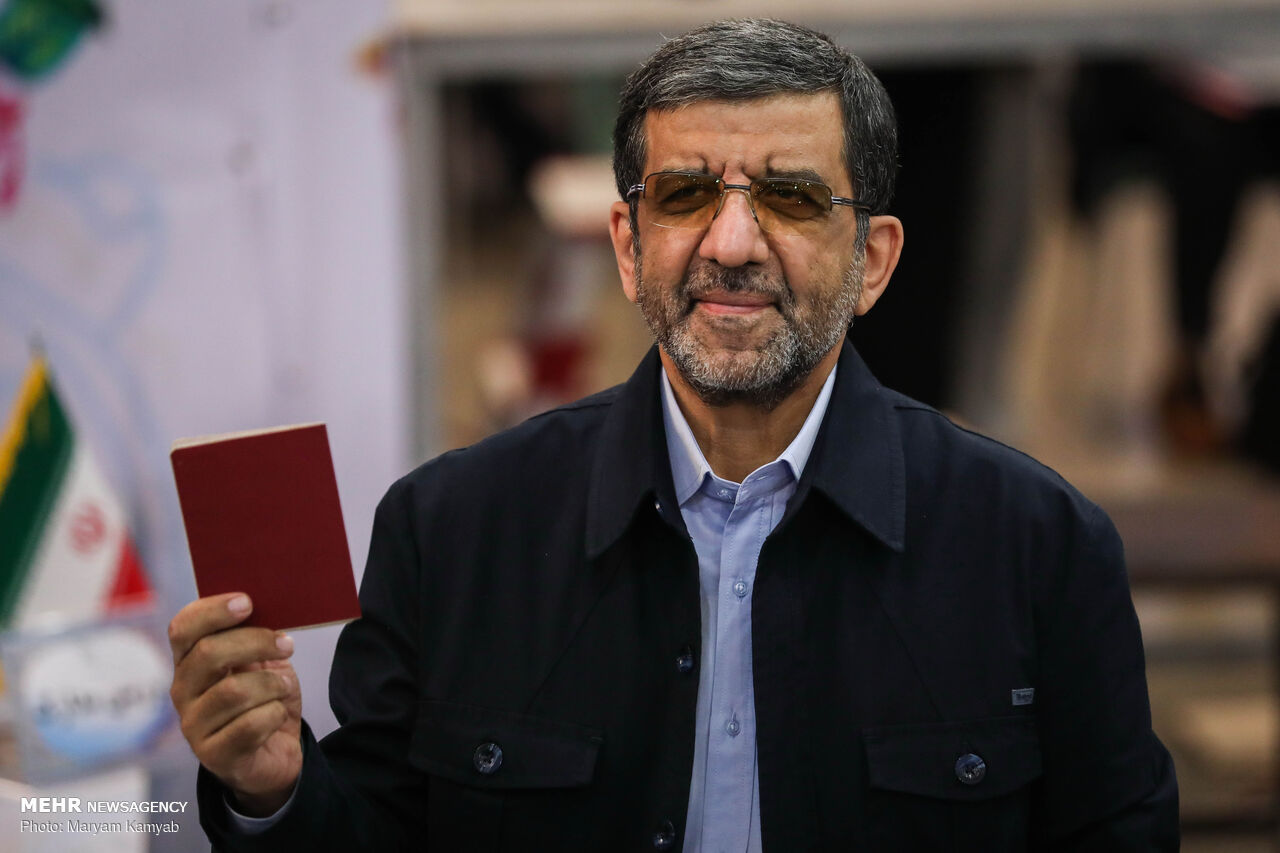
ضرغامی در حال ثبت‌نام برای انتخابات ریاست‌جمهوری

ضرغامی طی مصاحبه با روزنامه آرمان با اعلام اینکه «متأسفانه ما هنوز نتوانسته‌ایم رقابت سیاسی سازنده را نهادینه و ترویج کنیم و شخصیت‌های سیاسی در این زمینه ناموفق بوده‌اند. به همین دلیل نیز من آسیب‌های انتخابات را بلای جان کشور می‌دانم. البته سخن من به معنای این است که ما باید تلاش کنیم آسیب‌های انتخابات را کاهش بدهیم وگرنه اصل انتخابات را یک امر ضروری و کتمان ناپذیر می‌دانم. به نظر من شکستن کلیشه رقابت جریان‌های سنتی و نخ نمای سیاسی برای فضای جدید و متفاوت، نسبت به اصل انتخابات اولویت دارد.»، نامزدی خود را برای انتخابات ۱۴۰۰ اعلام کرد که در نهایت توسط شورای نگهبان رد صلاحیت شد.

## وزارت میراث فرهنگی، گردشگری و صنایع دستی
ضرغامی در ۲۰ مرداد ۱۴۰۰ به عنوان وزیر میراث فرهنگی، گردشگری و صنایع دستی پیشنهادی دولت سیزدهم، توسط سید ابراهیم رئیسی به مجلس معرفی شد.
وی در برنامه ارائه شده به نمایندگان مجلس، با تأکید بر ایجاد و حمایت از استارتاپ‌ها و اپلیکیشن‌های قوی در فضای مجازی در سطح بین‌المللی، جهت جذب گردشگران خارجی و همچنین برنامه‌ریزی برای گردشگری ارزان خانواده محور، و همچنین برنامه تحولی در حوزه صنایع دستی و ایجاد اشتغال گسترده به این واسطه، و نیز توجه به عرصه‌های جدید و متنوع گردشگری مثل گردشگری سلامت، گردشگری مذهبی، گردشگری حلال و… وعده ایجاد یک تحول اساسی در مأموریت‌های این وزارتخانه را داد. ابراهیم رئیسی، در نطق حمایت از او در مجلس، اعلام کرد که در دولت وی، حساب ویژه‌ای روی این وزارتخانه برای تحقق اقتصاد غیرنفتی باز شده‌است.
ضرغامی در ۳ شهریور ۱۴۰۰، با کسب رای اعتماد ۲۶۲ نفر از نمایندگان مجلس شورای اسلامی، یکی از بالاترین آراء اعتماد را در تاریخ جمهوری اسلامی از مجلس، کسب کرد.

## حواشی
در بهمن ۱۳۹۷ و در یکی از جلسات شورای عالی فضای مجازی، ضرغامی با حسن روحانی درگیری لفظی شدید پیدا کرد؛ پس از این درگیری روحانی، رئیس‌جمهور و رئیس شورا، ضرغامی را از جلسه اخراج کرد اما ضرغامی از خروج از جلسه امتناع ورزید. پس از آن روحانی به نشانه اعتراض جلسه را ترک کرد و بعد از این رخداد ضرغامی از حضور در شورای عالی فضای مجازی منع شد. بعد از این منع، به دلیل اینکه ضرغامی منصوب رهبر عالی ایران در شورای عالی انقلاب فرهنگی و شورای عالی فضای مجازی بود، جلسات این شورا تا چهار ماه به تعویق افتاد و در آخر با عقب‌نشینی روحانی این جلسات با حضور ضرغامی از سر گرفته شد.